# Nicanor (satraap)
Nicanor (Grieks: Nικάνωρ) was een Macedonische officier van Alexander de Grote die diende als satraap van Medië onder Antigonos. 
In de rijksdeling van Triparadeisus, na de dood van Perdikkas in 321 v.Chr. kreeg hij de positie van gouverneur van Cappadocië. Hij sloot zich aan bij Antigonos, die hij hielp in zijn oorlog tegen Eumenes. Na de slag bij Gabiene gaven de muitende Argyraspides Eumenes over aan Antigonos; het was Nicanor die uitgekozen werd om de gevangene van hen te ontvangen.
Na de nederlaag van Peithon en zijn bondgenoten van 316 v.Chr. werd Nicanor aangesteld als satraap van Medië en de daarbij horende provincies, die hij behield tot 312 v.Chr. toen Seleukos zichzelf meester maakte van Babylon, en zo de Babylonische Oorlog uitlokte.
Nicanor verzamelde toen een groot leger en marcheerde op tegen de aanvaller, maar werd verrast en verslagen door Seleukos bij het oversteken van de Tigris, en zijn troepen werden ofwel in de pan gehakt of sloten zich aan bij Seleukos.
Wat er gebeurde met Nicanor in deze slag is onzeker. Diodorus Sicullus schreef dat Nicanor de slachtpartij kon ontsnappen en kon wegkomen via de woestijn, van waaruit hij brieven schreef naar Antigonos waarin hij hem vroeg om hulp. Appianus zegt echter dat hij sneuvelde in het gevecht.